# Slovo House
Pour plus de détails, voir Fiche technique et Distribution.
Slovo House (en ukrainien : Будинок «Слово», Boudynok Slovo, littéralement en français : (La) Maison « (la) Parole »),  est un film documentaire ukrainien réalisé par Taras Tomenko et sorti en 2017.

## Synopsis
À la fin des années 1920, une maison est construite à Kharkiv, alors capitale de la République socialiste soviétique d'Ukraine, selon Staline, spécialement pour les écrivains ukrainiens et d'autres personnalités culturelles de l'URSS. Elle est conçue par l'architecte de la ville de Kharkiv, Mykhaïlo Dachkevytch (uk). Tout y est prévu pour le confort des résidents : des pièces spacieuses et lumineuses, de hauts plafonds et de grandes fenêtres. Un parc est même aménagé à proximité pour que les résidents puissent s'y détendre. Soixante-quatre appartements confortables, une salle à manger, un solarium, du personnel - un véritable paradis pour les écrivains. Des dizaines d'écrivains, de poètes, d'artistes, de scénaristes et d'acteurs ukrainiens de génie sont alors relogés dans ce nouveau bâtiment ou maison d'écrivain. Mykola Khvyliovy, Ostap Vyshnia, Mykhaïl Semenko, Anatol Petrytsky, Antin Dyky (uk) et d'autres s'installent sous le même toit.
Cependant, ce paradis est équipé d'un système de surveillance spécial et d'un réseau d'agents, grâce auxquels les auteurs sont contrôlés par les services secrets soviétiques. En particulier, certains écrivains sont dénoncés par leur propre femme, par des agents, et d'autres par des femmes de chambre. Tous ceux qui visitent cette maison sont également sous ce contrôle, notamment Bertolt Brecht, Theodore Dreiser, Bruno Jasieński, qui viennent à Kharkiv pour la Conférence internationale des écrivains révolutionnaires en 1930. Les écrivains ukrainiens sont témoins des effets de l'Holodomor de 1932 à 1933, et leur situation s'aggrave donc.
Certains écrivains se suicident, d'autres deviennent fous. Pendant les répressions staliniennes, les habitants de quarante appartements sur soixante-trois sont arrêtés. L'immeuble s'appelait Slovo, car il avait la forme de la lettre cyrillique C (prononcée S en anglais). Mais pendant plusieurs années, cette maison a été appelée « Crématorium » ou « maison de détention provisoire ».

## Fiche technique
- Titre original : Будинок «Слово» (uk)
- Titre anglais : Slovo House
- Réalisation : Taras Tomenko
- Scénario : Luba Yakymtchouk et Taras Tomenko
- Musique : Alla Zahaikevych
- Photographie : Vyacheslav Borshch et Mykhaylo Markov
- Son : Kateryna Gerasymchuk
- Montage : Maksym Desyateryk, Vitaliy Sapun, Oleksiy Shamin, Denis Zaharov
- Production : Yuliia Cherniavska
- Pays de production :  Ukraine
- Langue originale : ukrainien, russe
- Genre : film documentaire
- Durée : 81 minutes
- Dates de sortie :
  -  Monde : 16 octobre 2017
  -  Ukraine : 27 octobre 2017
  -  Suède : 2 février 2018

## Récéption
Les critiques de cinéma et les experts ukrainiens donnent un avis positif sur le film. Le directeur de l'Agence nationale ukrainienne du cinéma, Pylyp Ilyenko, fait l'éloge du film, notant qu'avant le début du tournage, les cinéastes avaient fait un excellent travail avec les archives, ce qui les a aidés à trouver de nouveaux faits inédits et uniques. Ilyenko loue également  les compétences artistiques du film, notant que les créateurs ont réussi à combiner de manière organique des vidéos contemporaines et des vidéos d'archives.
Un critique du magazine Texty fait également l'éloge du film, affirmant que « sa composante éducative contribuera à ramener ces artistes ukrainiens réprimés dans notre espace public ».

## Récompenses et distinctions
Le film participe à la compétition officielle du 33e festival international du film de Varsovie en 2017.
En 2018, le film a remporte le prix national du film ukrainien Dzyga d'or dans la catégorie du meilleur documentaire,  Alla Zahaikevych ayant été citée pour la meilleure musique.